# Jimmy Nicholl
James Michael „Jimmy“ Nicholl (* 28. Dezember 1956 in Hamilton, Kanada) ist ein ehemaliger nordirischer Fußballspieler und aktueller -trainer. Mit der nordirischen Nationalmannschaft nahm er an den Weltmeisterschaften 1982 und 1986 teil. Nach seiner Spielerkarriere trainierte er unter anderem die Raith Rovers und den FC Millwall.

## Spielerkarriere

### Manchester United (1974–1982)
Jimmy Nicholl debütierte am 5. April 1975 für Manchester United in der zweitklassigen englischen Football League Second Division. Nach dem Aufstieg am Ende der Saison erreichte United um Nicholl (20 Ligaspiele) in der Football League First Division 1975/76 den dritten Tabellenplatz. Neben der guten Ligaplatzierung zog der Verein ohne den nicht eingesetzten Nicholl ins Finale des FA Cup 1975/76 ein, verlor die Finalpartie jedoch gegen den FC Southampton mit 0:1. Noch besser agierte die Mannschaft von Trainer Tommy Docherty im FA Cup 1976/77. Nach Treffern von Stuart Pearson und Jimmy Greenhoff bei einem Gegentreffer von Jimmy Case gewann United mit 2:1 gegen den FC Liverpool. Nach zwei weniger erfolgreichen Jahren gelang United in der Saison 1979/80 der Gewinn der Vizemeisterschaft hinter dem FC Liverpool. Zuvor hatte Nicholl mit seiner Mannschaft zum dritten Mal das Finale des FA Cup 1978/79 erreicht, jedoch den zweiten Titel in diesem prestigeträchtigen Wettbewerb verpasst (2:3 gegen den FC Arsenal).

### AFC Sunderland und Toronto Blizzard (1982–1984)
Nach drei Einsätzen auf Leihbasis beim Erstligisten AFC Sunderland, wechselte der in der Nähe von Toronto geborene Jimmy Nicholl 1982 zu den Toronto Blizzard in die North American Soccer League. Nach seiner zwischenzeitlichen Rückkehr nach Sunderland erreichte er in der Saison 1983 mit Toronto das Finale der NASL, verlor diese Partie jedoch mit 0:1 gegen die Tulsa Roughnecks. Ein Jahr später zog die Mannschaft erneut in das Finale ein, scheiterte diesmal jedoch mit 0:2 an Chicago Sting.

### Glasgow Rangers und West Bromwich Albion (1983–1989)
Nach siebzehn Spielen für den schottischen Erstligisten Glasgow Rangers in der Saison 1983/84 wechselte Jimmy Nicholl nach seiner Rückkehr aus Kanada im November 1984 zum englischen Erstligisten West Bromwich Albion. Nach dem Abstieg als Tabellenletzter aus der Football League First Division 1985/86 unterschrieb er im Sommer 1986 erneut einen Vertrag bei den Rangers und gewann mit seiner Mannschaft 1986/87 die schottische Meisterschaft. Im Europapokal der Landesmeister 1987/88 scheiterten die Rangers im Viertelfinale an Steaua Bukarest. 1989 gewann Nicholl mit seinem Team den zweiten Meistertitel in der schottischen Liga.
Die anschließenden Jahre verbrachte er beim schottischen Erstligisten Dunfermline Athletic bzw. als Spielertrainer bei den Raith Rovers, ehe er 1996 seine Spielerkarriere beendete.

### Nordirische Nationalmannschaft (1985–1996)
Jimmy Nicholl debütierte am 3. März 1976 für die nordirische Nationalmannschaft bei einem 1:1-Unentschieden in Israel. 1982 wurde er von Nationaltrainer Billy Bingham (wie auch sein Cousin Chris) in den nordirischen WM-Kader für die Fußball-Weltmeisterschaft 1982 in Spanien berufen und bestritt alle drei Gruppenspiele. Nach dem überraschenden Gruppensieg vor Gastgeber Spanien kam er auch in den beiden Gruppenspielen der Zwischenrunde zum Einsatz, schied mit seiner Mannschaft nach einem 2:2 gegen Österreich und einer 1:4-Niederlage gegen Frankreich jedoch aus dem Turnier aus.
Vier Jahre später wurde er erneut für den nordirischen WM-Kader nominiert und in den drei Gruppenspielen eingesetzt. Nordirland schied als Tabellendritter nach der Gruppenphase (1:1 gegen Algerien, 1:2 gegen Spanien und 0:3 gegen Brasilien) aus der WM 1986 aus.

## Trainerkarriere

### Raith Rovers und FC Millwall (1990–1999)
1990 übernahm Jimmy Nicholl als Spielertrainer den schottischen Zweitligisten Raith Rovers und führte den Verein 1993 als Zweitligameister in die erste Liga. Nach dem direkten Wiederabstieg in der Saison 1993/94 gewannen die Rovers 1995 erneut die Meisterschaft in der zweiten Liga und krönten den Aufstieg mit dem Gewinn des Scottish League Cup (6:5 n. E. gegen Celtic Glasgow).
Am 28. Februar 1996 übernahm er den Trainerposten beim englischen Zweitligisten FC Millwall, stieg mit seiner neuen Mannschaft am Saisonende jedoch in die dritte Liga ab. Vom 1. August 1997 bis zum 14. Juni 1999 trainierte er erneut die Raith Rovers sowie im November 1999 interimsweise für vier Spiele Dunfermline Athletic.
In der Saison 2010/11 übte er den Trainerposten beim schottischen Zweitligisten FC Cowdenbeath aus.

## Erfolge
- Schottischer Meister: 1989